# Les Naufragés de la D17
Pour plus de détails, voir Fiche technique et Distribution.
Les Naufragés de la D17 est un film français réalisé par Luc Moullet et sorti en 2002.

## Synopsis
La voiture d’Anne et Paul, deux pilotes de rallyes automobiles venus préparer leur prochaine compétition, s'embourbe dans un chemin isolé des Alpes-de-Haute-Provence, où même le téléphone semble inexistant et où les paysans s'étonnent de voir deux voitures à la suite. Anne part chercher du secours tandis que dans l’observatoire situé non loin de là, plutôt que de contempler les étoiles, l’astrophysicien René a des vues sur sa consœur Géraldine qui, elle, n’a d’yeux que pour le berger du coin. Un peu plus loin, des militaires font leurs exercices sous le commandement nerveux de leur sergent-chef qui fait une psychose au sujet de Saddam Hussein : la guerre du Golfe fait alors rage. Le sergent prend pour des espions les membres d’une équipe de cinéastes venus en repérage. Il trouve une disquette contenant des plans qu’il croit être ceux d’une prochaine offensive irakienne : c’est la carte informatisée du rallye-auto qu’Anne a perdue en chemin…Toute la journée, Paul attend le dépanneur qu'Anne cherche quand elle n'est pas emportée dans d'autres imprévus.

## Fiche technique
- Titre original : Les Naufragés de la D17
- Réalisation : Luc Moullet
- Scénario : Luc Moullet
- Dialogues : Frédéric Marbœuf
- Décors : Roland Mabille
- Costumes : Patricia Veyra
- Photographie : Pierre Stoeber
- Son : Jean-Daniel Becache[Note 1]
- Montage : Isabelle Patissou-Maintigneux
- Musique : Patrice Moullet[Note 2]
- Producteur : Paulo Branco
- Directeurs de production : Marianne Germain, Frédéric Marbœuf
- Sociétés de production : CNC (France), Gémini Films (France), La vie est belle films associés (France), Procirep (France)
- Société de distribution : Gémini Films (France et vente à l'étranger[1])
- Pays d’origine :  France
- Langue originale : français
- Format : couleur — 35 mm — 1.66:1 — son Dolby SR
- Genre : comédie
- Durée : 85 minutes[2]
- Date de sortie :  29 mai 2002[3]
- (fr) Classifications et visa CNC : classé avec mention « tous publics », Art et Essai, visa d'exploitation no 100388 délivré le 21 juin 2002

## Distribution
- Patrick Bouchitey : Paul Braud, le pilote
- Iliana Lolic : Anne, la copilote
- Sabine Haudepin : Géraldine, l’astrophysicienne
- Mathieu Amalric : René, l’astrophysicien
- Jean-Christophe Bouvet : le sergent-chef
- Bernard Palmi : le vacher
- Gérard Dubouche : le berger
- Lionel Briand : le radio
- Eberhard Meinzolt : Capi
- Antonietta Pizzorno : la marcheuse
- Arnold Barkus : le marcheur
- Jean-Claude Dumas : Pierre
- Simon Castagna : un soldat

## Tournage
- Année de prises de vue : 2001[1],[3].
- Extérieurs dans les Alpes-de-Haute-Provence : Majastres[4]. La route départementale 17 existe réellement (traditionnellement en France, l'appellation « D17 » désigne une route départementale no 17), elle mène au village de Majastres[5] qui est l'une des communes les moins peuplées de France, et n'est plus goudronnée au-delà. Ce village et ces lieux sont particulièrement isolés. D'autres villages furent désertés dans les alentours. L'observatoire dont il est question est celui de Blieux.

## Distinction
| Année | Cérémonie ou récompense | Nomination     |
| ----- | ----------------------- | -------------- |
| 2002  | Prix Louis-Delluc       | Meilleur film, |